# Marcus Liburnius Fronto
Marcus Liburnius Fronto war ein im 2. Jahrhundert n. Chr. lebender Angehöriger der römischen Armee.
Durch eine Inschrift, die beim Kastell Condercum gefunden wurde und die auf 139/161 datiert ist, ist belegt, dass Fronto Centurio in der Legio II Augusta war, die ihr Hauptlager in Isca Silurum in der Provinz Britannia hatte.
Durch eine Bauinschrift, die beim Hadrianswall gefunden wurde und die auf 122/150 datiert ist, ist belegt, dass ein Liburnius Fronto Centurio in der 4. Kohorte der Legio XX Valeria Victrix war, die ihr Hauptlager in Deva Victrix in Britannien hatte. Aus der Inschrift geht hervor, dass zwei Centurien aus der 4. Kohorte der Legion im Einsatz waren, die zusammen vermutlich eine Vexillation bildeten; die eine Centurie stand unter dem Kommando von Fronto und die andere unter dem Kommando von Terentius Magnus.
Laut Stephen James Malone und der RIB dürfte es sich bei dem Fronto in den beiden Inschriften um dieselbe Person handeln.